# Estado de Juruá
El Estado de Juruá es una propuesta para una nueva unidad federativa en Brasil, compuesto de siete municipios. Sería el resultado del desmembramiento del estado de Amazonas.
Su probable capital sería la ciudad de Eirunepé, que actualmente cuenta con 33 580 habitantes (IBGE/2014). El proyecto inicialmente incorporaría todas las ciudades que están bañadas por el río Juruá, sin embargo no fue aceptado. Entonces se limitó solo a las ciudades de Amazonas, todavía con Eirunepé como capital.
En el Congreso, al menos dos proyectos proponen convocar a un plebiscito para decidir sobre la creación de territorios federales en el estado de Amazonas. El primero de ellos fue el PDC 495/2000, cuyo autor fue el exdiputado Eduardo Jorge del (PT-SP). El proyecto de Eduardo Jorge fue adjunto al PDS 725/2000, escrito por el Senador Mozarildo Cavalcanti (PTB-RR).
El proyecto aún está siendo juzgado en plenaria.

## Movimiento actual
En agenda se encuentran seis proyectos, un requerimiento y una propuesta de inspección y control. Entre los proyectos, los diputados votarán el PDC 1088/01, del diputado José Aleksandro (PSL-AC), que prevé un referéndum sobre la creación del Estado de Juruá. El ponente, el diputado Sérgio Barros (PSDB-AC), presentó un dictamen para la aprobación del asunto.